# Plagiobothrys plebejus
Plagiobothrys plebejus är en strävbladig växtart som först beskrevs av Adelbert von Chamisso, och fick sitt nu gällande namn av Ivan Murray Johnston. Plagiobothrys plebejus ingår i släktet tiggarstavar, och familjen strävbladiga växter. Inga underarter finns listade i Catalogue of Life.